# William Ortiz-Alvarado
William Ortiz-Alvarado (ook: William Ortiz Alvarado of William Ortiz) (Salinas (Puerto Rico), 30 maart 1947) is een Puerto Ricaans-Amerikaans componist, muziekpedagoog en musicus.

## Levensloop
Ortiz-Alvarado studeerde compositie bij Héctor Campos Parsi aan het Conservatorio de Música de Puerto Rico in San Juan. Vervolgens studeerde hij aan de Stony Brook State University of New York (SUNY) bij Billy Jim Layton en Bülent Arel, waar hij zijn Master of Arts behaalde. Met hulp van een studiebeurs voltooide hij zijn studies aan de State University of New York at Buffalo (SUNY) bij Lejaren Hiller en Morton Feldman en promoveerde tot Ph.D. (Philosophiæ Doctor).
Ortiz-Alvarado was docent voor compositie en muziektheorie en later ook assistent directeur aan het Black Mountain College II van de State University of New York at Buffalo (SUNY). Aldaar was hij eveneens actief in de zaken van de samenleving van de "Latino" Amerikanen en gaf cursussen en workshops, maar organiseerde ook concerten voor de Hispanics in de Verenigde Staten. Tegenwoordig is hij professor in muziek aan de Universidad de Puerto Rico in Bayamón en was een bepaalde tijd muziekcriticus van het Puerto Ricaans dagblad "The San Juan Star".
Als componist schreef hij werken voor verschillende genres. Zijn werken reflecteren de realiteiten van het stadsleven leven in New York en hij wordt als lid van de fascinerende hybrid cultuur beschouwd, die bekend is als "Nuyorican". Hij kreeg diverse opdrachten, internationale prijzen en onderscheidingen zoals de "Felipe Gutiérrez Espinosa Award" in 1980, de deelname aan de "ISCM World Music Days" in Brussel in 1981, de muziekprijs van de Ateneo Puertorriqueño in 1989 en de opdracht van het Casals Festival in 1995.

## Composities

### Werken voor orkest
- 1976 Kantuta (Ritual), voor orkest
- 1981 Antillas, voor kamerorkest
- 1982 Resonancia Esférica, voor orkest
- 1987 Joceo, voor strijkorkest
- 1989 Concierto de Metal para un Recuerdo, voor orkest
- 1990 Suspensión de Soledad en 3 Tiempos, voor orkest
- 1993 4000 Violines
- 1996 Música de Ciudad, voor gemengd koor en orkest
- 1998 Variaciones Mapeyé, voor contrabas en strijkorkest
- 1999 Piano al Tiempo de 3 Voces, concert voor piano en orkest
- 2001 Montage para un Sueño en Mi, voor orkest
- 2006 Música con Calle, concert voor slagwerk en orkest

### Werken voor harmonieorkest
- 1984 Llegó la Banda, voor harmonieorkest
- 1988 Pasacalle, voor harmonieorkest
- 2002 Elogio a la Plena, voor harmonieorkest
- 2003 Baby we're dancing some serious mambo, voor harmonieorkest
- 2003 Bambulaé aya e, voor harmonieorkest
- 2004 Ciudad en tropical jubilation, voor piano en harmonieorkest
- 2004 Esencia de la Danza, voor harmonieorkest
- 2005 Trova, voor harmonieorkest
- 2007 Fanfarria, voor harmonieorkest

### Muziektheater

#### Opera's
| Voltooid in | titel | aktes | première | libretto |
| ----------- | ----- | ----- | -------- | -------- |
| 1986        | Rican |       |          |          |

### Werken voor koor
- 1978 Elegía a Los Inocentes Caídos, voor gemengd koor en orkest
- 1983 A Cappella, voor vier stemmen of gemengd koor
- 2000 Cantos Juveniles, voor kinderkoor
- 2009 Songs of Coconut, voor gemengd koor

### Vocale muziek
- 1975 9 Poemas Zen, voor sopraan, tenor, dwarsfluit en gitaar
- 1975 Canto: 28 de Septiembre, voor sopraan en piano
- 1975 Pero Aún Más Te Quiero, voor tenor (of sopraan) en piano
- 1976 Ciclo de Canciones Llorens Torres, voor tenor en piano
- 1977 3 Songs from el Barrio, voor bariton en piano
- 1978 La Mano de Hielo, voor contralto en gitaar
- 1983 Cantares: La Tierra Prometida, voor sopraan, bariton, hobo, hoorn, altviool, cuatro (of gitaar), piano en slagwerk
- 1984 Árboles, voor vier sopranen, bariton, piano, dwarsfluit, hobo, hoorn, viool, cello en slagwerk
- 1984 Madrigal, voor contratenor, tenor, bas
- 1985 Canción Nacida de Lucha, voor zangstem en piano
- 1986 A Delicate Fire, voor contralto en gitaar
- 1986 Dos Gritos y Una Canción, voor tenor en piano
- 1987 Ghetto, voor zangstem/spreker, dwarsfluit, versterkte gitaar en slagwerk
- 1988 Romance, voor jongenssopraan (of sopraan) en gitaar
- 1990 Tríptico, voor mezzosopraan, dwarsfluit, hobo, klarinet, hoorn en fagot
- 1992 Unknown Poets from the Full-Time Jungle, voor sopraan en piano
- 1993 Guakia Baba, voor mezzosopraan en dwarsfluit
- 1996 Dios se mudó de North Philadelphia, voor bas, klarinet, hobo, altsaxofoon, altviool, fagot, slagwerk en piano
- 2000 Songs from the Bilingual, voor bariton en gitaar
- 2003 Canción del hijo no nacido, voor 3 kindersopranen, dwarsfluit en piano
- 2003 Cantos de la Calle, voor mezzosopraan en piano
- 2004 Rito Ceremonial of the Church of the Spanglish Nación, voor drie sopranen, dwarsfluit, hobo, piano en cello
- 2004 3 Canciones, voor sopraan en piano
- 2006 Himno de la Hermandad, voor zangstem en piano

### Kamermuziek
- 1973 Un Jardín Chino de Serenidad, voor dwarsfluit, harp, viool, altviool, cello en slagwerk
- 1976-1985 Del Caserío, voor saxofoon, trompet, elektrische gitaar, contrabas en slagwerk
- 1976 Strijkkwartet nr. 1
- 1977 Suite: Tercer Mundo, voor dwarsfluit, blokfluit, twee gitaren en slagwerk
- 1978 Música, voor twee cello's, dwarsfluit en klarinet
- 1978-1979 Diferencias, voor fagot en klavecimbel
- 1980 Amor, Cristal y Piedra, voor gitaar, harp en klavecimbel
- 1980 Rumbo, voor cello en piano
- 1980 Street Music, voor dwarsfluit, trombone en slagwerk
- 1981 Quinteto Para Metales, voor koperkwintet
- 1982 Composición, voor viool, cello en piano
- 1982 Cool Breeze, voor dwarsfluit, klarinet en fagot
- 1983 Graffiti Nuyorican, voor piano en slagwerk
- 1985 Housing Project, voor saxofoonkwartet
- 1985 Plena-Merengue, voor saxofoon, elektrische gitaar en slagwerk
- 1986 Bolero and Hip-Hop en Myrtle Avenue, voor hobo en piano
- 1987 Strijkkwartet nr. 2
- 1987 HY-1-4175, voor gitaar en piano
- 1988 Latino, voor dwarsfluit, klarinet, fagot en piano
- 1988 Violation, voor altviool en piano
- 1990 Caribe Urbano, voor dwarsfluit, hobo, klarinet, fagot en piano
- 1990 Nueva York Tropical, voor dwarsfluit, hobo, klarinet, slagwerk, viool, cello en piano
- 1991 A Sensitive Mambo in Transformation, voor elektrische gitaar, synthesizer, slagwerk en elektrische basgitaar
- 1992 Obra Pública, voor dwarsfluit, hobo, klarinet, hoorn en fagot
- 1993 Loaisai, voor basklarinet, marimba en slagwerk
- 1993 Opiyelgoabiran, voor contrabas en piano
- 1995 Trío Concertante en Tres Realidades, voor viool, altviool en cello
- 1995 Polifonía Salvaje, voor altsaxofoon en slagwerk
- 1999 Ricanstructions, voor dwarsfluit en gitaar
- 2000 Tropical Love Song, voor viool en piano
- 2003 Acordes Cotidianos, voor klarinetkwartet
- 2005 Soirée at La Playa Hotel, voor contrabas en piano
- 2008 Reminiscencias: Tapia 1882, voor strijkkwartet en piano

### Werken voor orgel
- 1985 Una Visión Humilde

### Werken voor piano
- 1971 Sonatina
- 1974 4 Piezas
- 1975 Transformaciones
- 1981 Montuno
- 1984 Del Tingo al Tango
- 1986 Danza para Rhonda
- 1986 De Barrio Obrero a la Quince, voor piano vierhandig
- 1987 Mulata Fantasía
- 1989 Bella Aleyda
- 1989 Página en Blanco y Staccato
- 1991 Canción de Cuna
- 1994 Tema para Amaya

### Werken voor klavecimbel
- 1989 Quodlibet

### Werken voor gitaar
- 1970 rev.1979 Rapsodia
- 1973 3 Fragmentos para Guitarra
- 1977 Pavana
- 1979 Síntesis, voor gitaar en geluidsband
- 1979 Dualidad, voor twee gitaren
- 1981 Piezas Típicas Puertorriqueñas, voor twee gitaren
- 1981 Toque, voor gitarenkwartet
- 1984 Abrazo, voor gitarenkwartet
- 1992 Garabato, voor elektrische gitaar
- 1992 Música de Fiesta, voor cuatro en gitaar
- 1996 Sal Soul 96.2 FM, voor gitarenkwartet
- 1996 Cantilena
- 1997 Fotografía de Héctor
- 1999 Tropicalización, gitaarconcert
- 2001 Esta es la tierra de los que aguantan callados y pacientes por un nuevo despertar, gitaarconcert
- 2002 121st Street Rap

### Werken voor slagwerk/percussie
- 1972 Tamboleo
- 1979 124 E.107th St., voor slagwerk/percussie, geluidsband en spreker
- 1981 Bembé, voor vier slagwerkers
- 1985 Urbanización, voor een slagwerker
- 1987 Palm Tree in Spanglish Figurines, voor vier pauken
- 1994 Eco para un grito gris, voor marimba
- 2003 The Well-Tempered Clave, voor vier claves
- 2008 Bodega Beats, voor drumstel
- 2009 Araguaco Coabey, voor slagwerk en esklarinet
- La Clave Bien Temperada

### Elektronische muziek
- 1975 Marcos, voor geluidsband
- 1978 Composición Electrónica, voor geluidsband
- 1979 3 estudios para Computadora, voor geluidsband

### Filmmuziek
- 1983 Music for University of Buffalo Promotional Film, voor klarinet, piano, contrabas en drumstel

## Publicaties
- Du-Wop and Dialectics
- Musical Snobbism ook in de Duitse en Spaanse vertaling zie: Musikalischer Snobismus in: MusikTexte, Nº 61, Köln, Oktober 1995 (Übersetzung aus dem Spanischen: Graciela Paraskevaídis)
- A Panoramic View of Puerto Rican New Music in: World New Music Magazine, Nº 6, Cologne, September 1996